# Shuta Sonoda
Shuta Sonoda (født 6. februar 1969) er en tidligere japansk fodboldspiller.
Han har spillet for flere forskellige klubber i sin karriere, herunder Yokohama Flügels og Avispa Fukuoka.